# Madeleine Thien
Madeleine Thien, née le 25 mai 1974 à Vancouver, est une nouvelliste et romancière canadienne.

## Biographie
Thien naît à Vancouver, en Colombie-Britannique, d'un père sino-malais et d'une mère native de Hong Kong. Elle étudie la danse contemporaine à l'Université Simon Fraser et obtient une maîtrise en beaux-arts avec spécialisation en écriture créative à l'Université de la Colombie-Britannique en 2001. Elle a travaillé comme rédactrice au Ricepaper Magazine.
Thien vit à Montréal et est la conjointe du romancier canadien Rawi Hage.
Son premier roman, Certainty (2006), est traduit en 16 langues.
Son roman, Do Not Say We Have Nothing, publié en 2016, raconte la vie de Marie, qui réapprend à vivre à la suite du suicide de son père.
De 2013 à 2014, Thien est l'écrivaine en résidence de l'Université Simon Fraser.
Dans un entretien avec Granta datant de 2016, Thien déclare qu'elle réfléchit à la façon dont la vie des femmes est exprimée dans la littérature aujourd'hui et qu'elle s'intéresse à l'écriture sur les femmes de couleur et la sexualité.
Elle enseigne actuellement au Brooklyn College.
En 2016, Thien s'oppose au traitement par l'Université de la Colombie-Britannique des plaintes déposées contre Steven Galloway, un professeur du département de création littéraire jusqu'à son licenciement. Dans une lettre destinée aux directeurs de l'Université, elle souligne l'importance d'une procédure régulière et demande que son nom soit retiré de tout le matériel promotionnel de l'établissement.

### Réception critique
Son roman Do Not Say We Have Nothing remporte le Prix du Gouverneur général pour la fiction en langue anglaise et le prix Scotiabank Giller en 2016. Il est également finaliste pour le Prix Booker en 2016, le Baileys Women's Prize for Fiction et le Rathbones Folio Prize en 2017,,.
Son premier livre reçoit les éloges d'Alice Munro, lauréate du prix Nobel, qui écrit : « Il s'agit certainement des débuts d'un splendide écrivain. Je suis étonnée par la clarté et la facilité de l'écriture, ainsi que par une sorte de pureté émotionnelle ».

## Œuvres

### Romans et nouvelles
- Simple Recipes, Toronto, McClelland & Stewart, 2001, 229 p.  (ISBN 0771085117).
  - Une recette toute simple, Paris, Mercure de France, 2004, 217 p.  (ISBN 2715223447).
- Certainty, Toronto, McClelland & Stewart, 2006, 311 p.  (ISBN 9780771085130 et 0771085133).
  - Certitudes, Montréal, XYZ, 2008, 237 p.  (ISBN 9782892615289).
- Dogs at the Perimeter, Toronto, McClelland & Stewart, 2011, 253 p.  (ISBN 9780771084089).
  - Lâcher les chiens, Paris, Mercure de France, 2012, 265 p.  (ISBN 9782715232693).
- Do Not Say We Have Nothing, Toronto, Alfred A. Knopf Canada, 2016, 473 p.  (ISBN 9780345810427).
  - Nous qui n'étions rien, Québec, Alto, 2018, 539 p.  (ISBN 9782896943302).
- The Book of Records, Toronto, Alfred A. Knopf Canada, 2025  (ISBN 9781324078654).

### Jeunesse
- The Chinese Violin, Vancouver, Whitecap Books, 2001.  (ISBN 9781552852057).

## Prix et honneurs
- 2001 : lauréate du Canadian Authors Association/Air Canada Emerging Writer Award pour Simple Recipes[1]
- 2001 : lauréate du City of Vancouver Book Award pour Simple Recipes[1]
- 2001 : lauréate du Prix Kiriyama pour Simple Recipes[1],[13]
- 2001 : lauréate du Jim Wong-Chu Emerging Writers Award pour Simple Recipes[14]
- 2002 : lauréate du Ethel Wilson Fiction Prize pour Simple Recipes[1]
- 2002 : lauréate du VanCity Book Prize pour Simple Recipes[1]
- 2007 : finaliste pour le Prix Kiriyama pour Certainty[1]
- 2007 : lauréate du Prix du premier roman Amazon.ca pour Certainty[15],[16]
- 2010 : lauréate du Prix Ovid pour Certainty[2]
- 2015 : lauréate du Prix Litprom de la Foire du livre de Francfort pour Dogs at the Perimeter[17]
- 2015 : finaliste pour le Sunday Times EFG Private Bank Short Story Award pour la nouvelle The Wedding Cake[18]
- 2016 : lauréate du Prix littéraire du Gouverneur général pour Do Not Say We Have Nothing[1],[10]
- 2016 : lauréate du Prix Scotiabank Giller pour Do Not Say We Have Nothing[1],[19]
- 2016 : finaliste pour le Prix Booker pour Do Not Say We Have Nothing[10]
- 2017 : finaliste pour le Baileys Women's Prize of Fiction pour Do Not Say We Have Nothing[11]
- 2017 : finaliste pour le Rathbones Folio Prize pour Do Not Say We Have Nothing[9]
- 2017 : nommée pour la Andrew Carnegie Medals for Excellence in Fiction and Nonfiction pour Do Not Say We Have Nothing[20]